# Roger Torrent
Roger Torrent i Ramió, född 19 juli 1979 i Sarriá de Ter, Girona, är en spansk statsvetare och politiker, talman i Kataloniens parlament sedan 17 januari 2018 och deputerad i de X, XI och XII församlingarna i Kataloniens parlament.

## Biografi
Torrent är licentiat i statsvetenskap vid Universitat Autònoma de Barcelona och har masterexamen i estudis territorials i urbanístics vid Universitat Politècnica de Catalunya och Universitat Pompeu Fabra.
Torrent har arbetat som tekniker vid den lokala administrationen. 1998 gick han in i Joventuts d'Esquerra Republicana de Catalunya och i Esquerra Republicana de Catalunya. Sedan 1999 är han ledamot i kommunledningen i Sarriá de Ter och år 2007 övergick han till stadshuset. Mellan år 2011 och 2012 var han språkrör för sitt parti i Diputació de Girona.
I valet till Kataloniens parlament 2012 valdes han till deputerad för Esquerra Republicana de Catalunya. I valet till Kataloniens parlament 2015 blev han åter vald som kandidat för Junts pel Sí och utnämndes till biträdande gruppledare.
I valet till Kataloniens parlament 2017 valdes han till deputerad för Esquerra Republicana de Catalunya - Catalunya Sí där han kom som nummer två i kandidaturen för Girona.
Den 17 januari 2018 valdes han till talman i Kataloniens parlament.